# Distretto di Tinh Bien
Il distretto di Tinh Bien (vietnamita: Tịnh Biên) è un distretto (huyện) del Vietnam del Vietnam della provincia di An Giang nella regione del Delta del Mekong.
Occupa una superficie di 337 km² ed ha 115 901 abitanti (stima del 2003), il capoluogo è Nha Bang.